# Platemys platycephala
Genre
Espèce
Synonymes
- Testudo platycephala Schneider, 1792
- Testudo planiceps Schneider, 1792
- Testudo martinella Daudin, 1803
- Emys discolor Thunberg in Schweigger, 1812
- Emys canaliculata Spix, 1824
- Hydraspis constricta Gray, 1831

Platemys platycephala, unique représentant du genre Platemys, est une espèce de tortue de la famille des Chelidae.

## Répartition
Cette espèce est endémique de l'Amérique du Sud :
- Platemys platycephala platycephala se rencontre au Venezuela, en Colombie, au Pérou, en Bolivie, au Brésil, au Guyana, au Suriname et en Guyane ;
- Platemys platycephala melanonota se rencontre en Équateur et au Pérou dans les régions de Loreto et d'Amazonas.

## Description

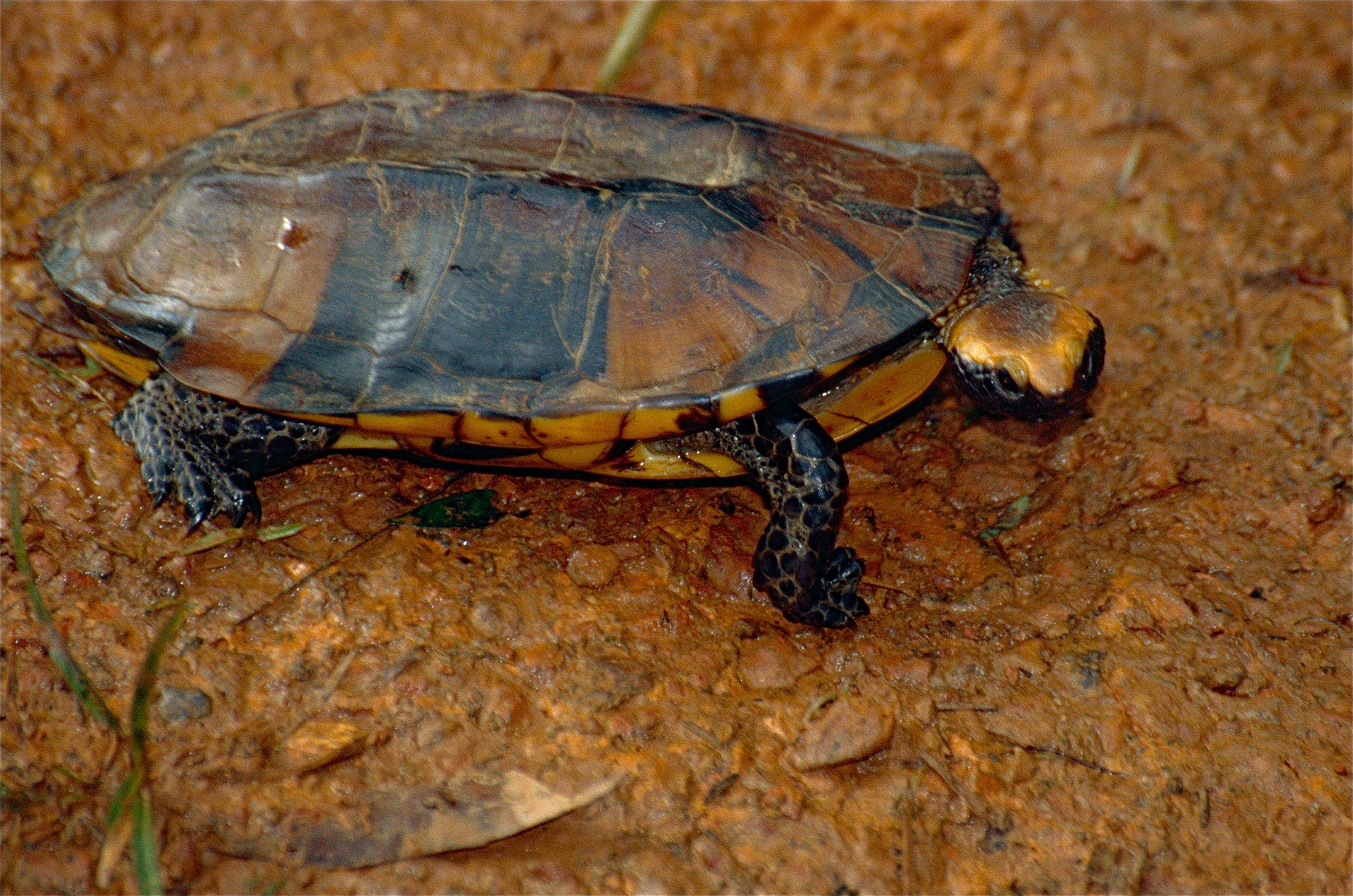
Platemys platycephala (Guyane, France)

## Liste des sous-espèces
Selon TFTSG (24 mai 2011) :
- Platemys platycephala melanonota Ernst, 1984
- Platemys platycephala platycephala (Schneider, 1792)

## Publications originales
- Ernst, 1984 "1983" : Geographic variation in the neotropical turtle, Platemys platycephala. Journal of Herpetology, vol. 17, no 4, p. 345–355 (texte intégral).
- Schneider, 1792 : Beschreibung und Abbildung einer neuen Art von Wasserschildkröte nebst Bestimmungen einiger bisher wenig bekannten fremden Arten. Schriften der Gesellschaft Naturforschender Freunde zu Berlin, vol. 10, p. 259-283.
- Wagler, 1830 : Natürliches System der Amphibien, mit vorangehender Classification der Säugthiere und Vögel. Ein Beitrag zur vergleichenden Zoologie. J.G. Cotta, München, p. 1-354 (texte intégral).